# 高理文
高理文（1907年2月—？）又名高衡、高素明，湖北省鄂州市华容镇高家大湾人，中国共产党早期党员，后成为蒋经国部下。

## 生平
13岁进入武昌南楼养正小学学习。1922年1月，进入武昌中华大学附中学习。在五四运动精神及五卅运动影响下参加革命。1925年初，加入少共，3个月后转为中国共产党党员。1925年10月，中国共产党选派青年党员到苏联参加培训，高理文、伍修权等10位青年党员作为湖北省第一批学员，被中共武汉地方委员会选派到莫斯科中山大学学习。1927年毕业后，高理文与乌兰夫等4人被派到莫斯科东方大学中国班任翻译。1928年6月，中共六大在莫斯科举行，高理文任大会翻译。1929年8月回国后，高理文被中共党组织派到江西白区开展地下工作，但因政治环境恶化，不久即返回上海待命。1930年春，因为对长沙暴动等“左”倾盲动主义做法提出异议，涉嫌反对中共中央路线，被定为托陈取消派而开除中国共产党党籍。
此后，高理文在上海以翻译书籍为生。高理文翻译过社会科学方面的一些专著，与陈铭枢、胡秋原、王礼锡办的神州国光社有联系。神州国光社出版过他翻译的考茨基的著作，商务印书馆出版过他和李麦麦合译的社会科学方面的著作。1936年，高理文应邀来到桂林师范专科学校任教。后来到香港《新报》社当编辑。
抗日战争期间，1940年，蒋经国出任江西省第四行政区行政督察专员兼保安司令。陆续有蒋经国在苏联留学时期的同学来赣州，其中大部分是蒋经国在莫斯科中山大学的同学，形成了蒋经国的小集团。这批人有高理文（高素明）、彭健华、杜畏之（杜沧白）、吴希之、徐季元、黄中美、周百楷等。高理文在这批留苏同学中和蒋经国的关系最亲密，是这批留苏同学中的头领，职衔为专员公署参议。1942年至1943年，高理文的主要工作是主持蒋经国的机关报《正气日报》。1943年冬，主持《正气日报》仅一年多的曹聚仁被排挤离开后，高理文（高素明）担任该报主笔兼总经理，名义上将《正气日报》并入中华正气出版社，并找来中山大学（当时在坪石）法学院教授彭芳草当该报总编辑。1944年冬，日军攻占赣州后，高理文随蒋经国到重庆。抗日战争胜利后，高理文随蒋经国到中国东北。高理文是当时在赣南的留苏学生中唯一一位随蒋经国先后到重庆和中国东北的人。
第二次国共内战末期，高理文随蒋经国到台湾。1972年高理文离开台湾到美国定居。1983年高理文、罗南英（罗亚南）夫妇回中国大陆访问，1983年10月21日，邓小平在北京会见高理文、罗南英（罗亚南）夫妇，邓小平询问了蒋经国的近况，并表达了希望同蒋经国联合起来的愿望。1986年10月，中华人民共和国国庆后不久，乌兰夫（中华人民共和国副主席）、伍修权在北京人民大会堂会见回中国大陆访问的高理文、罗南英夫妇，高理文谈到了在上海见老同学杜畏之的情况，并转交了杜畏之给乌兰夫的信。事后经乌兰夫、伍修权过问，杜畏之的政治待遇和生活条件有了明显改善。

## 著作
专著：
- 高素明罗南英自传，自印本，1986年
- 政协鄂州市委员会学习文史委员会编，鄂州文史资料第五辑——高理文罗南英伉俪回忆录专辑，鄂州：政协鄂州市委员会学习文史委员会，1992年
- 高理文，高理文回忆录，传记文学1996年69卷1-3期
- 高理文，难忘的历程，载 中共中央党史研究室第一研究部编，中共六大代表回忆录，北京：中共党史出版社，2014年

译著：
- [俄]库斯聂，社会形式发展史大纲（第4版），高素明译，上海：神州国光社，1931年
- 波察斯德夫，世界第二次大战的准备问题，高素明、李麦麦译，上海：商务印书馆，1937年